# Individuelle Rationalität
Individuelle Rationalität ist ein Begriff aus der Spieltheorie.
Ein Spieler verhält sich individuell rational, wenn er seinen individuellen Nutzen maximiert, ohne dabei Rücksicht auf die Auswirkungen auf andere Spieler zu nehmen.
Klassisches Beispiel dafür, dass individuelle Rationalität und Kollektive Rationalität sich widersprechen können, ist das Gefangenendilemma.